# گروه سی‌بی‌سی
گروه سی‌بی‌سی (انگلیسی: Companhia Brasileira de Cartuchos) شرکت صنایع جنگ‌افزاری برزیلی است، که در سال ۱۹۲۶ توسط کوستابیله ماتارازو تأسیس شد.